# Bozkov
Bozkov är en ort i Tjeckien.   Den ligger i regionen Liberec, i den norra delen av landet, 90 km nordost om huvudstaden Prag. Bozkov ligger 470 meter över havet och antalet invånare är 571.
Terrängen runt Bozkov är lite kuperad.Runt Bozkov är det ganska tätbefolkat, med 96 invånare per kvadratkilometer. Närmaste större samhälle är Jablonec nad Nisou, 15,0 km nordväst om Bozkov. Omgivningarna runt Bozkov är en mosaik av jordbruksmark och naturlig växtlighet.